# Lingua gallica cisalpina
La lingua gallica cisalpina è stato un idioma di tipo celtico parlato nelle zone dell'Italia settentrionale e della Svizzera meridionale dalle antiche popolazioni facenti parte del gruppo etnico dei galli cisalpini, come gli insubri, i cenomani e i senoni, popoli di origine indoeuropea, discendenti dalla Cultura di Golasecca, che a partire dal V secolo subirono l'influenza culturale dei Galli che invasero le regioni del nord Italia.

## Classificazione
È molto probabile che i galli cisalpini appresero l'arte della scrittura dai vicini leponzi, adattandone molte delle loro peculiarità ortografiche ed utilizzando lo stesso tipo di alfabeto di derivazione etrusca. Ad oggi sono relativamente poche le iscrizioni e i ritrovamenti in lingua gallica cisalpina e molti di essi non sono più lunghi di una o duo parole, tra essi è possibile menzionare un cippo funerario trovato a Briona (NO) nel 1864, e datato intorno al II secolo a.C., che recita:
Il cui significato è traducibile come: "I figli di Dannotalos, il legatus Quintus e Anokmopokios, e Setupokios figlio di Esankedoto, il sapientissimo, posero [questa pietra] in memoria di Dannotalos". Solitamente si usa classificare come iscrizioni in gallo cisalpino tutte quelle ritrovate a una distanza superiore di 50 chilometri dalla città di Lugano, poiché entro quel raggio sono considerate come già parte integrante della lingua leponzia.
È attualmente in corso un dibattito in ambito linguistico tra chi sostiene che l'insubre sia solo un dialetto del gallico, o se invece sia un'evoluzione storica del leponzio. In ogni caso, il termine gallico cisalpino viene usato per riferirsi non tanto a una singola lingua ma ad un sistema linguistico omogeneo posto in contrapposizione alle lingue galliche transalpine, cioè le lingue celtiche parlate al di là delle Alpi.